# HubSpot
HubSpot ist ein US-amerikanisches Unternehmen, das eine Plattform für Inbound-Marketing, Vertrieb, CRM und Kundenservice entwickelt. Das Unternehmen wurde im Jahr 2006 von Brian Halligan und Dharmesh Shah gegründet. Die angebotenen Produkte und Dienstleistungen umfassen u. a. Tools für Social Media Marketing, Content-Management, für Web Analytics und zur Suchmaschinenoptimierung.

## Geschichte
HubSpot wurde im Jahr 2006 von Brian Halligan und Dharmesh Shah am Massachusetts Institute of Technology gegründet. Das Unternehmen konnte den Umsatz von 255.000 US-Dollar im Jahr 2007 auf 375,6 Millionen US-Dollar 2017 steigern. 2011 kaufte HubSpot Oneforty, den von Laura Fitton entwickelten App Store für Twitter. HubSpot führte außerdem neue Software ein, die Websites individuell an Besucher anpasst.  Laut Forbes begann HubSpot mit einem Schwerpunkt auf Kleinunternehmen, richtete sich im Laufe der Zeit jedoch auch zunehmend an „größere Unternehmen mit bis zu 1.000 Mitarbeitern“. Am 25. August 2014 beantragte HubSpot seine Börseneinführung an der New York Stock Exchange mit dem Tickersymbol „HUBS“ bei der United States Securities and Exchange Commission. Im Juli 2017 erwarb HubSpot mit Kemvi ein Unternehmen, das künstliche Intelligenz und maschinelles Lernen einsetzt, um Vertriebsteams zu unterstützen.

## Standorte
HubSpot hat seinen Firmensitz in Cambridge, Massachusetts, USA, und ist mit Büros in Dublin, Singapur, Berlin, Sydney, Tokio, Bogotá und Portsmouth, New Hampshire, weltweit vertreten.

## Software und Dienstleistungen
Das Unternehmen stellt Funktionen zur Integration mit Salesforce, SugarCRM, NetSuite, Microsoft Dynamics CRM und anderen Anbietern bereit. Zusätzliche Leistungen von Drittanbietern umfassen Vorlagen oder Erweiterungen. HubSpot bietet außerdem Beratungsdienste und im Rahmen der HubSpot Academy Ressourcen zum Erlernen von Inbound-Marketing-Strategien an. Zudem werden Benutzergruppenkonferenzen sowie Inbound-Marketing- und Zertifizierungsprogramme angeboten. HubSpot vermarktet sein Konzept des Inbound-Marketing unter anderem durch sein unternehmenseigenes Marketing und wurde für seine Blog-Artikel, Social-Media-Beiträge, Webinare und Whitepaper als „hochproduktiver Schöpfer von Inhalten“ bezeichnet.
Ein im Jahr 2010 im Management-Magazin Harvard Business Review erschienener Artikel kam zu dem Schluss, dass HubSpots effektivstes Feature zum Inbound-Marketing die kostenlosen Online-Tools seien. Eines der Tools, der sogenannte „Website Grader“, analysiert und bewertet die Leistung von Websites. Im Jahr 2011 führte das Unternehmen ein Tracking-Feature für Twitter ein.
2018 integrierte HubSpot Taboola in seinem Dashboard, ein auf dem Pay-per-Click-Prinzip basierendes, globales Netzwerk für native Werbeanzeigen.

## Kostenloses HubSpot CRM
2014 veröffentlichte das Unternehmen das kostenlose HubSpot CRM. Das CRM wird zur Verfolgung und Verwaltung von Interaktionen zwischen einem Unternehmen und seinen bestehenden bzw. potenziellen Kunden verwendet. Es unterstützt Unternehmen dabei, Umsätze zu prognostizieren, die Produktivität von Vertriebsteams zu messen und Berichte zu Einnahmequellen zu erstellen. Das Software-as-a-Service-Produkt ist kostenlos und kann mit Gmail, Google Workspace, Microsoft Office für Windows und weiterer Software integriert werden.